# Pedro Wilson
Peter Wilson, más conocido como Pedro Wilson, (nacido en Inglaterra) fue un futbolista anglo-argentino que jugó para Rosario Central. Se desempeñaba como mediocampista.

## Carrera
Teniendo en cuenta que los datos estadísticos de la era amateur en Rosario no están completos, se sabe que Wilson disputó al menos 23 encuentros y convirtió un gol (a Club Atlético Tiro Federal Argentino) con la casaca canalla. Ganó un título de Liga, la Copa Nicasio Vila 1908, y una Copa Rosarina, la Damas de Caridad 1910.
El 20 de septiembre de ese año se disputó el clásico rosarino, que finalizó 9-3 a favor de Central, y en ese encuentro Wilson se fue expulsado por el árbitro Gualterio Buchanan junto al jugador de Newell's Armando Ginocchio, luego de que se tomaran a golpes en la cancha. Wilson, llegado de Inglaterra, consiguió trabajo en el colegio Comercial Anglo-Argentino, e intentó alistarse en Newell's, pero fue rechazado y fichó por Central.

## Clubes
| Club            | País      | Año       |
| --------------- | --------- | --------- |
| Rosario Central | Argentina | 1908-1912 |

## Palmarés
| Equipo          | País      | Título                | Año  |
| --------------- | --------- | --------------------- | ---- |
| Rosario Central | Argentina | Copa Nicasio Vila     | 1908 |
| Rosario Central | Argentina | Copa Damas de Caridad | 1910 |